# Villanueva de la Concepción
Villanueva de la Concepción ist eine Gemeinde (municipio) mit 3.286 Einwohnern (Stand: 2024) in der Provinz Málaga in der Autonomen Region Andalusien im Süden Spaniens. 

## Geographie
Die Gemeinde liegt etwa 35 Kilometer von der Provinzhauptstadt Málaga entfernt. Sie befindet sich am Fuße des Bergmassivs El Torcal. 

## Geschichte
Gemeinsam mit fünf weiteren Ortschaften in der Provinz, welche den Namen Villanueva in ihrem Titel tragen, wurde Villanueva del Concepción im 18. Jahrhundert auf Initiative von Karl III. gegründet, um die Gebiete Andalusiens besser zu erschließen. Eine unabhängige Gemeinde wurde Villanueva de la Concepción allerdings erst 2009. Davor gehörte sie zur Stadt Antequera.